# D'Breck
O Grêmio Recreativo Escola de Samba d’Breck é um grupo carnavalesco, escola de samba de Olinda, Pernambuco.
Suas cores predominantes são o laranja e o azul; tradicionalmente o Grêmio sai no domingo e terça-feira de Carnaval, pela manhã, da Rua do Bonfim.

## História
Foi fundado em 1998, mas só efetivou a sua primeira saídas no carnaval do ano seguinte, em 1999, com aproximadamente 12 ritmistas e não mais do que 20 acompanhantes, todos parentes. Originalmente composto por moradores dos bairros de Santa Tereza e adjacências (Ilha do Maruim, Rio Doce), mas com o passar do tempo o d'Breck conquistou componentes de diversas localidades, das cidades vizinhas Recife e Paulista, de outros estados e até do exterior. Hoje é formado por mais de 100 ritmistas e cerca de 600 acompanhantes efetivos, sem contar a legião de seguidores que o acompanham em todas as suas tocadas
O nome d'Breck é uma corruptela de influência de samba de breque, ou seja, o samba de parada, sendo essa uma das marcas das suas todas. Não existe um perfil único de ritmo, são tocados todos, mas não deixando de existir as “paradinhas” que deram o nome ao Grêmio.